# Kanna (Ära)
Kanna (japanisch 寛和, auch Kanwa) ist eine japanische Ära (Nengō) von  Mai 985 bis Mai 987 nach dem gregorianischen Kalender. Der vorhergehende Äraname ist Eikan, die nachfolgende Ära heißt Eien. Die Ära fällt in die Regierungszeit der Kaiser (Tennō) Kazan und Ichijō.
Der erste Tag der Kanna-Ära entspricht dem 19. Mai 985, der letzte Tag war der 4. Mai 987. Die Kanna-Ära dauerte drei Jahre oder 716 Tage.

## Ereignisse
- 985 Der Mönch Genshin stellt das Ōjōyōshū fertig und schafft damit die Grundlagen für den Amidismus[2]
- 985 Der Satake-ji wird erbaut
- 986 Kanna-Vorfall (寛和の変 Kanna no hen) - Fujiwara no Kaneie plant die Absetzung des Tennō Kazan[3]